# Josef Vobruba
Josef Vobruba (6. září 1932 Kamenné Žehrovice – 13. srpna 1982 Praha) byl český dirigent, hudební režisér a aranžér.
Na pražské konzervatoři absolvoval studium skladby a dirigování.
V Československém rozhlase působil od roku 1958 jako hudební režisér, v roce 1963 začal aktivně spolupracovat jako dirigent s tehdy nově se formujícím Tanečním orchestrem Československého rozhlasu – zkráceně TOČR. Měl zde na starosti především běžnou písničkovou produkci pocházející z žánru pop‑music, spolupracoval mj. s Kamilem Hálou, který měl na starosti jazzovou sekci téhož orchestru, která vystupovala pod alternativním názvem Jazzový orchestr Československého rozhlasu. Jako dirigent vedl kapelu, která doprovázela trio Golden Kids.
Poté, co roku 1968 emigroval tehdejší kapelník TOČRu Karel Krautgartner, se Vobruba stal kapelníkem orchestru. Od roku 1968 se datuje jeho spolupráce s Vladimírem Popelkou, který v TOČRu působil coby hudební aranžér. Orchestr se zejména zásluhou těchto dvou hudebních mágů etabloval jako špičkové hudební těleso v rámci celého Československa a jako takový aktivně spolupracoval s mnoha známými a významnými českými interprety z žánru pop‑music. Po Vobrubově předčasné smrti převzal vedení TOČRu saxofonista a klarinetista Felix Slováček, který jej pod pozměněným názvem vede dodnes.

## Vybraná diskografie s TOČR
- Variace – modernizované variace na klasickou hudbu (1974)
- V pravé poledne – zlatá deska, 250 tisíc prodaných nosičů
- Konstelace Josefa Vobruby – Václav Týfa
- Neckář V., Kolekce 14 Pokus o autoportrét – 2 CD
- Bratislavská lýra 1966–1981